# Myrmica
Myrmica é um género de formigas da subfamília Myrmicinae. A sua distribuição geográfica compreende as regiões do Holárctico e altas montanhas do Sudeste asiático. O género consiste em mais de 160 espécies conhecidas, além de várias subespécies. O género inclui algumas espécies inquilinas que estabelecem com outras do mesmo género uma relação de parasitismo, ao invadirem formigueiros de espécies hospedeiras. As inquilinas usam hormonas para manipular a colónia hospedeira de modo a que os ovos da rainha hospedeira dê origem a obreiras, enquanto as inquilinas, parasitas, dão origem a espécimes sexuados.
De modo semelhante, larvas de borboletas do género Maculinea (Lepidoptera, família Lycaenidae) são alimentadas por formigas do género Myrmica, recorrendo a um mimetismo químico que confunde as formigas. Cinco espécies europeias destas borboletas encontram-se ameaçadas de extinção devido a mudanças no uso do solo, onde vivem as formigas.

## Espécies

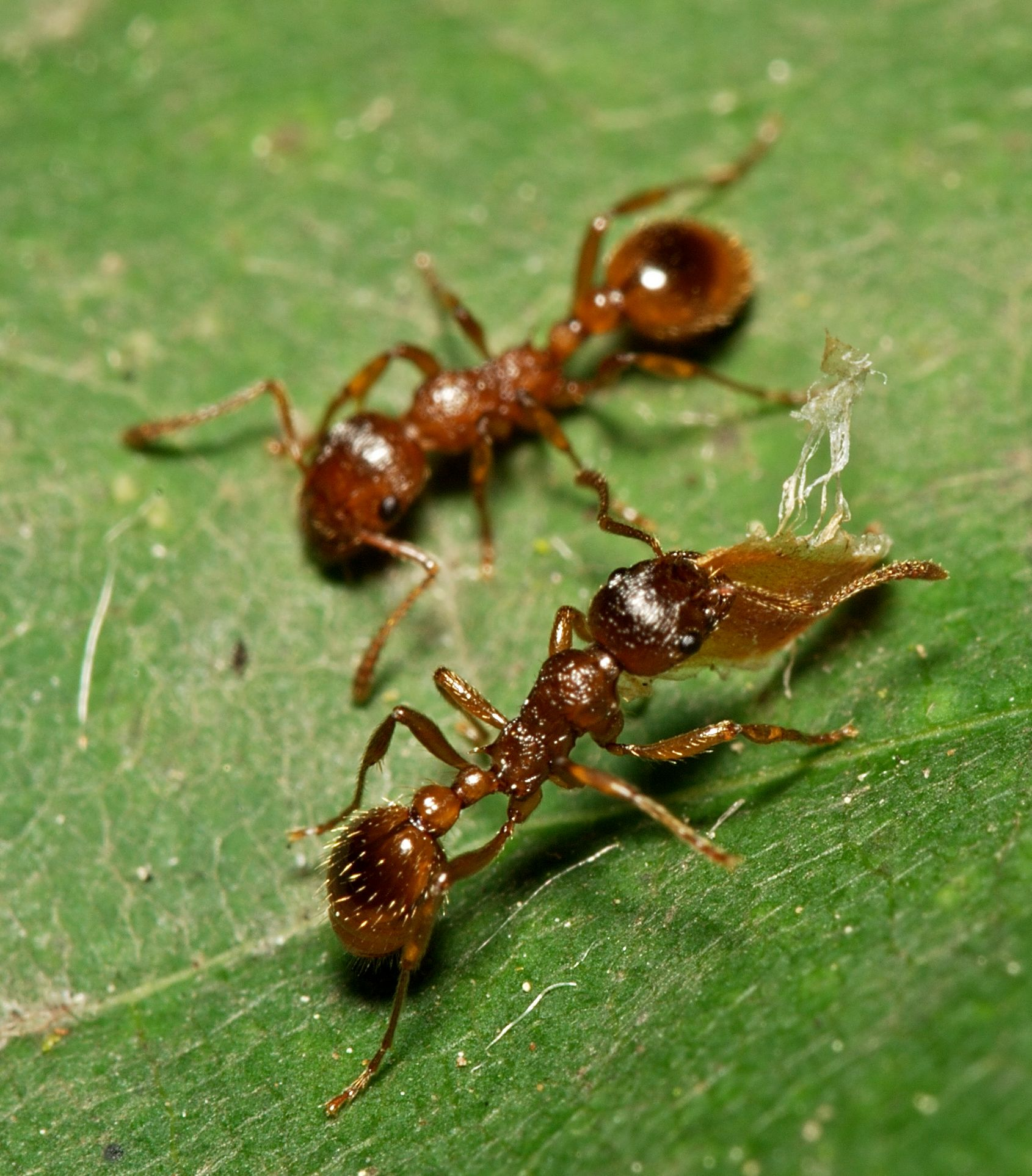
Myrmica sp. da Alemanha.

| - M. ademonia Bolton - M. afghanica Radchenko and Elmes - M. aimonissabaudiae Menozzi - M. alaskensis Wheeler - M. aldrichi | - M. hellenica Finzi - M. helleri Viehmeyer - M. hirsuta Elmes - M. hyungokae Elmes, G.W., Radchenkoo, A.G., and Kim, B. - M. incompleta Provancher - M. incurvata Collingwood - M. indica Weber - M. inezae Forel - M. jennyae Elmes, Radchenko, and Aktac - M. jessensis Forel - M. juglandeti Arnol'di - M. kabylica Cagniant - M. kamtschatica Kupyanskaya - M. karavajevi Arnol’di - M. kasczenkoi Ruzsky - M. kirghisorum Arnol’di - M. kollari Mayr - M. koreana Elmes, G.W., Radchenkoo, A.G., and Kim, B., 2001 - M. kotokui Forel - M. kozlovi Ruzsky - M. kryzhanovskii Arnol'di - M. kurokii Forel - M. lacustris Ruzsky - M. laevigata Smith - M. laevinodis Nylander - M. laevissima Smith - M. lampra Francoeur, 1968 - M. latifrons Starcke - M. lobicornis Nylander - M. lobifrons Pergande - M. lonae Finzi - M. longiscapus Curtis - M. lampra Francoeur - M. laurae Emery - M. lemasnei Bernard - M. luctuosa Smith,F. - M. luteola Kupyanskaya - M. magniceps - M. margaritae Emery - M. martensi Radchenko and Elmes - M. mellea Smith - M. mexicana Wheeler, W.M. - M. microrubra Seifert - M. minkii Förster - M. minuta Ruzsky - M. mirabile Elmes & Radchenko - M. mirabilis Elmes & Radchenko - M. modesta Smith - M. molesta - M. molifaciens - M. monticola Creighton - M. myrmicoxena Forel - M. nearctica Weber - M. nitida Radchenko - M. ominosa Gerstaecker - M. ordinaria Radchenko - M. orthostyla Arnol’di - M. pachei Forel - M. parallela Smith - M. pellucida Smith - M. pelops Seifert - M. petita Radchenko - M. pharaonis - M. pinetorum Wheeler | - M. pisarskii Radchenko - M. punctiventris Roger - M. quebecensis Francoeur - M. ravasinii Finzi - M. reticulata Smith - M. rhytida Radchenko - M. rigatoi Radchenko and Elmes - M. ritae Emery - M. rubra Linnaeus - M. ruginodis Nylander - M. rugiventris Smith - M. rugosa Mayr - M. rugulosa Nylander - M. rugulososcabrinodis Karawajew - M. rupestris Forel - M. sabuleti Meinert - M. salina Ruzsky - M. samnitica Mei - M. saposhnikovi Ruzsky - M. scabrinodis Nylander - M. schencki Emery - M. seminigra Cresson - M. serica Wheeler, W.M - M. silvestrii Wheeler, W.M - M. sinensis Radchenko, A.G., Zhou,S., and Elmes, G.W. - M. sinica Wu and Wang - M. smythiesii Forel - M. spatulata Smith - M. specioides Bondroit - M. stangeana Ruzsky - M. striatula Nylander - M. striolagaster Cole - M. sulcinodis Nylander - M. suspiciosa Smith - M. symbiotica Menozzi - M. taediosa Bolton - M. tahoensis Wheeler - M. taibaiensis Wei, Zhou and Liu, 2001 - M. tamarae ElmesRadchenko and Aktac - M. tenuispina Ruzsky - M. tibetana Mayr - M. titanica Radchenko - M. transsibirica Radchenko - M. trinodis Losana - M. tschekanovskii Radchenko - M. tulinae Elmes, Radchenko, and Aktac - M. turcica Santschi - M. unifasciata Bostock - M. urbanii Radchenko - M. vandeli Bondroit - M. vastator Smith - M. vexator Smith - M. villosa Radchenko and Elmes - M. vittata Radchenko and Elmes - M. wardi Radchenko - M. wesmaeli Bondroit - M. wheeleri Weber - M. whymperi Forel - M. williamsi Radchenko - M. wittmeri Radchenko - M. yamanei Radchenko - M. yoshiokai Weber - M. zojae Radchenko |